# Adrià Aguacil Portillo
Adrià Aguacil Portillo   (Sabadell, 3 de juny de 2000) és un novel·lista català.
Escriu des dels sis anys i actualment el representa l'agència literària Sandra Bruna. A més, fa xerrades entorn de la seva obra a instituts i va fer de jurat en el Concurs Joan Oliver del 2021. Defensa la comunitat LGBTI, de què forma part: es posiciona en contra de la violència, la discriminació i els assassinats dels quals són víctimes les persones del col·lectiu i reclama més referents fora de la norma.

## Formació
En primer lloc, va estudiar el batxillerat a l'Institut Pau Vila. Concretament, va fer-hi el batxibac, una modalitat que barreja el model espanyol i el francès, i va excel·lir-hi. Després, va entrar al grau de Comunicació Audiovisual a la Universitat de Barcelona, però no el va convèncer; així que el 2019 es va canviar a Estudis Literaris al mateix centre. En paral·lel, ha fet uns quants cursos a Escriptòrium, l’escola d'escriptura creativa de la ciutat.
A l'hora d'escriure, elabora un guió previ mentre escolta música, tal com va aprendre personalment de l’escriptor Jordi Soler.

## Reconeixements
És especialment notòria la seva primera novel·la, La botiga de vides, de temàtica adolescent. Gràcies al llibre en qüestió, va rebre el Premi Ciutat de Badalona de Narrativa Juvenil el 2020 i l'obra va publicar-se la tardor d'aquell any sota el segell editorial Animallibres, que pertany al grup Bromera. L'any següent, el van nominar al Premi Llibreter en la categoria de Literatura Infantil i Juvenil en català. La botiga de vides és la novel·la més venuda de la col·lecció juvenil d'Animallibres i alhora la novena més venuda de l'editorial.
A banda d'això, havia guanyat abans certàmens de relats, com ara el Concurs Joan Oliver juvenil del Casal Pere Quart el 2017 i el 2018, i el Premi Mercè Blanch en narrativa el 2018. El jurat del Premi Ciutat de Badalona de Narrativa Juvenil va destacar «l’originalitat de la idea que vertebra l’obra i la maduresa narrativa amb un estil fresc i espontani que connecta amb l’empatia juvenil.» El 2019 va ser finalista en el Premi Vent de Port de la Casa del Sol Naixent de Tremp. Finalment, el 2021 no va passar de finalista al 6è Premi conte curt Es Còdol, que va guanyar Mariona Castells.
Fora de l'àmbit literari, l'agost del 2021 va ser guardonat al 1r Torneig de Catan de Berga, un joc de taula del qual és afeccionat.

## Obra
| Any  | Títol                  | Editorial    |
| ---- | ---------------------- | ------------ |
| 2020 | La botiga de vides     | Animallibres |
| 2022 | La guerra dels tions   | Animallibres |
| 2023 | Armaris i barricades   | Montena      |
| 2025 | Colònies sobrenaturals | Animallibres |